# Célestin De Schrevel
Célestin De Schrevel (2 april 2002) is een Belgisch voetballer die als doelman uitkomt voor RAAL La Louvière.

## Clubcarrière
De Schrevel begon met voetballen bij SC Beauvechain. Vervolgens ging hij naar RJ Waver, waar hij werd omgeschoold van aanvaller tot doelman. Na een jaar bij KHO Bierbeek versierde hij een transfer naar de U16 van Oud-Heverlee Leuven. In 2021 tekende hij na een kort intermezzo bij RAAL La Louvière bij KAA Gent. Daar maakte hij op 21 mei 2022 zijn profdebuut: op de laatste speeldag van de Champions' Play-offs kwam hij tijdens de rust Louis Fortin, die eveneens zijn profdebuut maakte, vervangen. Bij de rust stond het 1-1, Gent verloor de wedstrijd uiteindelijk met 1-2.
De Schrevel speelde voornamelijk voor Jong Gent in Eerste Nationale. In het seizoen 2024/25 eindigde de ploeg op de eerste plaats en promoveerde naar de Challenger Pro League. Hoewel De Schrevel de promotie meemaakte, zal hij in het volgende seizoen niet meer voor Jong Gent uitkomen: op 16 mei 2025 tekende hij een contract voor drie seizoenen bij RAAL La Louvière, dat net was gepromoveerd naar het hoogste niveau.

## Clubstatistieken
| Seizoen        | Club           | Land            | Competitie         | Competitie | Competitie | Beker | Beker | Supercup | Supercup | Europees | Europees | Totaal | Totaal |
| Seizoen        | Club           | Land            | Competitie         | Wed.       | Dlp.       | Wed.  | Dlp.  | Wed.     | Dlp.     | Wed.     | Dlp.     | Wed.   | Dlp.   |
| -------------- | -------------- | --------------- | ------------------ | ---------- | ---------- | ----- | ----- | -------- | -------- | -------- | -------- | ------ | ------ |
| 2021/22        | KAA Gent       | Vlag van België | Jupiler Pro League | 1          | 0          | 0     | 0     | —        | —        | 0        | 0        | 1      | 0      |
| 2022/23        | KAA Gent       | Vlag van België | Jupiler Pro League | 0          | 0          | 0     | 0     | 0        | 0        | 0        | 0        | 0      | 0      |
| 2022/23        | Jong Gent      | Vlag van België | Eerste Nationale   | 13         | 0          | —     | —     | —        | —        | —        | —        | 13     | 0      |
| 2023/24        | KAA Gent       | Vlag van België | Jupiler Pro League | 0          | 0          | 0     | 0     | —        | —        | 0        | 0        | 0      | 0      |
| 2023/24        | Jong Gent      | Vlag van België | Eerste Nationale   | 20         | 0          | —     | —     | —        | —        | —        | —        | 20     | 0      |
| 2024/25        | KAA Gent       | Vlag van België | Jupiler Pro League | 0          | 0          | 0     | 0     | —        | —        | 0        | 0        | 0      | 0      |
| 2024/25        | Jong Gent      | Vlag van België | Eerste Nationale   | 22         | 0          | —     | —     | —        | —        | —        | —        | 22     | 0      |
| Carrièretotaal | Carrièretotaal | Carrièretotaal  | Carrièretotaal     | 56         | 0          | 0     | 0     | 0        | 0        | 0        | 0        | 56     | 0      |

Bijgewerkt op 16 mei 2025